# Timzine
Timzine este o comună din departamentul Kobenni, Regiunea Hodh El Gharbi, Mauritania, cu o populație de 13.136 locuitori.